# Delitto perfetto
(Steven Taylor)
Delitto perfetto (A Perfect Murder) è un film del 1998 diretto da Andrew Davis, remake de Il delitto perfetto di Alfred Hitchcock del 1954.

## Trama
New York. Il ricco e potente Steven Taylor, magnate della finanza, è sposato con la bella Emily, giovane di ricca famiglia e interprete multilingue alla sede dell'ONU. Insieme vivono in un lussuoso appartamento della città. Da tempo Emily si sente in crisi con Steven e per questo ha instaurato una relazione extraconiugale con l'affascinante David Shaw, pittore squattrinato e bohémien, ma non ha mai trovato il coraggio di lasciare Steven.
Assoldando un detective, Steven scopre la relazione extraconiugale della moglie, si reca a casa di David con la scusa di voler ammirare alcuni suoi quadri e gli dimostra di conoscere tutto del suo passato: David è in realtà Winston Lagrange, un ladruncolo specializzato nel legarsi a vecchie e facoltose signore per impossessarsi dei loro averi. Egli ha imparato a dipingere non a Berkeley, come afferma, ma durante le lunghe detenzioni in carcere. Dato il suo passato, Steven ritiene che egli sia la persona adatta per attuare il piano che medita già da tempo: uccidere Emily per ereditarne l'immenso patrimonio. Steven infatti sta attraversando gravi problemi economici, che tiene nascosti alla moglie, e ritiene di poterli risolvere, oltre a placare la folle gelosia che lo corrode, eliminandola. David dovrebbe entrare in casa in un momento di assenza di Steven, utilizzando la chiave di Emily, per poi ucciderla facendo sembrare l'omicidio un incidente a seguito di un furto.
David, anche se contrariato, accetta: Steven gli ha promesso un compenso di 500.000 dollari, di cui 100.000 anticipati. Ma la sera dell'omicidio, mentre Steven per crearsi un alibi va a giocare a poker al circolo, David non ha il coraggio di uccidere la donna e manda al suo posto un ex detenuto da lui conosciuto in prigione. Le cose però non vanno come previsto: l'aggressore incappucciato tenta di strangolare Emily ma lei, resistendo forsennatamente, riesce a ucciderlo e viene trovata al rientro di Steven coperta di sangue e in stato di shock. Una volta visto il cadavere per terra, credendo sia il corpo di David, Steven gli sfila la chiave dalla tasca inserendola nel mazzo di chiavi di Emily: quella chiave tuttavia non è di Emily, ma è la chiave di casa dell'aggressore.
Mentre il sospettoso detective Karaman si occupa del caso, Steven ricontatta David, rifiutandogli i rimanenti 400.000 dollari del compenso poiché non ha portato a termine il "lavoro". Ma il giovane ha registrato di nascosto l'accordo verbale con Steven e adesso può ricattarlo, minacciandolo di consegnare il nastro alla polizia.
Dopo aver svelato la reale identità di David a Emily, che in lacrime lo abbraccia e gli chiede perdono promettendogli fedeltà, Steven incontra David in un parco e gli consegna il denaro. Subito dopo David sale in un vagone letto di un treno per lasciare la città. Ma nella toilette del compartimento stesso è nascosto Steven, che lo uccide accoltellandolo allo stomaco e si riprende il denaro, per poi scoprire che David aveva precedentemente inviato una copia della registrazione a Emily.
Contemporaneamente, Emily compie delle ricerche per conto proprio e scopre le gravi lacune economiche del marito, connettendole ad alcuni episodi poco chiari avvenuti prima, durante e dopo il "delitto perfetto"; inoltre raggiunge l'appartamento del suo aggressore e vi riesce a entrare grazie alla chiave erroneamente aggiunta al suo mazzo. Il marito torna a casa dalla stazione e scopre che Emily non ha ancora aperto la posta, trova il pacchetto contenente la registrazione e lo nasconde nella cassaforte, dopodiché va a farsi una doccia. Emily, conoscendo la combinazione della cassaforte (la data del loro matrimonio), la apre e, trovata la cassetta, la ascolta; poi finge di andare a ordinare del cibo per cena, per consentire a Steven di riprendere la chiave di casa della moglie nascosta sotto una tubatura vicino alla porta di servizio e avere la prova del suo coinvolgimento. Emily lo affronta rivelando di aver capito tutto, dopodiché tenta di andarsene ma Steven la blocca; la donna reagisce colpendolo e Steven, accecato dalla rabbia, la aggredisce con l'intenzione di ucciderla. Emily allora impugna la pistola che ha preso con sé e gli spara un colpo ferendolo al braccio, dopodiché tenta nuovamente la fuga. Steven riprende le forze e attacca ripetutamente la moglie, la quale dapprima gli spara al volto e poi lo uccide con due colpi al petto.
All'arrivo del detective Karaman, la giovane vedova racconterà tutta la storia, facendogli anche ascoltare la registrazione di cui è entrata in possesso.

## Produzione

### Differenze rispetto all'originale
Tra questo remake e il film di Hitchcock ci sono parecchie differenze:
- La vicenda non è ambientata a Londra, ma a New York.
- Il marito della vittima non è un ex giocatore di tennis che vive di rendita, ma un magnate della finanza in difficoltà economiche.
- Il killer prescelto non è un estraneo in difficoltà economiche, ma l'amante stesso della donna, un piccolo delinquente sotto falso nome con precedenti per truffa nei confronti di donne mature.
- Il fallito delitto avviene a opera di un sicario assoldato da quello prescelto dal marito.
- Dopo il fallito omicidio, l'amante ricatta il marito che perciò lo uccide sul treno che voleva utilizzare per scappare.
- Chi mette insieme i pezzi del caso e scopre il colpevole non è l'ispettore, ma la moglie del mandante dell'omicidio.
- Il marito viene ucciso dalla moglie mentre cerca a sua volta di ucciderla dopo che lei ha scoperto tutto, mentre nell'originale viene arrestato.

## Accoglienza

### Incassi
Distribuito il 5 giugno 1998 (in Italia il
9 ottobre 1998), a fronte di un budget di 60000000 $, ha incassato al box office 128038368 $.

## Riconoscimenti
- 1999 – Golden Trailer Awards
  - Candidatura al miglior horror/thriller

- 1999 – ASCAP Award
  - Top Box Office Films a James Newton Howard

- 1999 – Blockbuster Entertainment Awards
  - Miglior attrice in un film di suspense a Gwyneth Paltrow
  - Candidatura al miglior attore in un film di suspense a Michael Douglas
  - Candidatura al miglior attore non protagonista in un film di suspense a Viggo Mortensen